# Nikol Paixinian
Nikol Vovaí Paixinian (en armeni: Նիկոլ Վովայի Փաշինյան; Idjevan, 1 de juny de 1975) és un polític armeni, des del 8 de maig de 2018 el primer ministre del país. Abans era periodista i editor.

## Biografia
Abans d'entrar en política, Paixinian va ser l'editor del diari liberal més venut d'Armènia, el Haikakan Jamanak ('El Temps Armeni'), que va ser molt crític amb els governs de Robert Kotxarian i Serj Sargsian. Com a cap d'edició del diari, des del 1999, Paixinian va ser un contribuïdor destacat al discurs de diversos moviments que s'oposaven als governs de l'expresident Kotxarian, així com al de l'expresident i primer ministre Sargsian, que el periodista i l'oposició consideraven il·legítim. El 2000, mentre era editor del Haikakan Jamanak, va ser condemnat per difamació contra diverses persones. 
Paixinian va donar suport a Levon Ter-Petrossian a les eleccions presidencials de 2008, essent descrit com el seu «teloner habitual». Va haver de passar a la clandestinitat poc després de les protestes mortals que van seguir a les eleccions; era perseguit per la policia armènia per assassinat i desordres massius. El juny de 2009 va sortir de la clandestinitat i es va entregar a la policia. Va sortir de la presó el maig de 2011 després d'una amnistia de diversos presos polítics, gairebé després de dos anys d'haver estat empresonat.
Va ser un dels líders del Congrés Nacional Armeni, un moviment opositor liderat per l'expresident Ter-Petrossian. En les eleccions de 2012 va ser elegit membre de l'Assemblea Nacional Armènia.

### Primer ministre
Va liderar les protestes de 2018, les quals van obligar el primer ministre Sargsian i el seu govern a dimitir. L'1 de maig de 2018 no va aconseguir el suport del Parlament per convertir-se en primer ministre, però va ser elegit en segona votació el 8 de maig següent.
El 8 d'agost de 2025, el primer ministre d'Armènia, Nikol Pashinyan i el president de l'Azerbaidjan, Ilham Aliyev van signar a la Casa Blanca un preacord de pau auspiciat pel president dels Estats Units d'Amèrica, Donald Trump per posar final a la crisi fronterera, reobrint-se el corredor que uneix l'Azerbaidjan amb l'enclavament de Nakhtxivan, que s'anomenarà Ruta Trump per a la Pau i la Prosperitat Internacional.